# بيدرو فارغاس
بيدرو فارغاس ماتا (بالإسبانية: Pedro Vargas Mata)‏ ويعرف فنيا بالاختصار بيدرو فارغاس (بالإسبانية: Pedro Vargas)‏ (29 أبريل 1906 بسان ميغيل دي أليندي – 30 أكتوبر 1989 بمكسيكو)، هو مغني وممثل مكسيكي، وهو من الجيل الذهبي للسينما المكسيكية، لقب باسم "عندليب الأمريكيتين"، "الملك" و"ساموراي الغناء".

## حياته
ولد بيدرو في عائلة متوسطة، بدأ الغناء في جوقة الكنيسة في حيه منذ سن السابعة. في 1920، انتقل إلى مدينة مكسيكو وبدأ فورا بالغناء في الجوقات لعدة كنائس بأداء سرينادات. التقى بعد ذلك بالملحن ماريو تالافيرا واتخذه كمرشد وموجه. في 20 يناير 1928، شارك بيدرو في الأوبرا كافاييريا روستيكانا بالإسبانية. انتقل إلى الولايات المتحدة رفقة أوركسترا تيبيكا.

## ديسكوغرافيا
| السنة | الاسم             | الاسم الأصلي      |
| 1985  | شكرا أيتها الحياة | Gracias a la vida |
| 1976  | الآن              | Ahora             |
| 1975  | الملك             | El Rey            |
| 1970  | هذه أرضي          | Así es mi tierra  |
| 1958  | عيد قيامة سعيد    | Felices Pascuas   |

## فيلموغرافيا
- 1977: فراشة في الليل (بالإسبانية: Una mariposa en la noche)‏
- 1975: تشكراتي (بالإسبانية: Muy agradecido)‏
- 1969: العودة (بالإسبانية: Volver)‏
- 1966: الدوقة (بالإسبانية: La duquesa)‏
- 1965: بالوما كوكوروكوكو (بالإسبانية: Cucurrucucú Paloma)‏
- 1963: الرجل الورقي (بالإسبانية: El hombre de papel)‏
- 1960: الملائكة السوداء الثلاثة (بالإسبانية: Tres angelitos negros)‏
- 1959: نغمات لا تُنسى (بالإسبانية: Melodías inolvidables)‏
- 1959: حياة أغوستن لارا (بالإسبانية: La vida de Agustín Lara)‏
- 1958: بوليدو الخالد (بالإسبانية: Bolero inmortal)‏
- 1958: مجنون على التلفزيون (بالإسبانية: Locos por la televisión)‏
- 1957: البوهيميات الثلاث (بالإسبانية: Los tres bohemios)‏
- 1956: الزفاف الذهبي (بالإسبانية: Bodas de oro)‏
- 1953: التقرير (بالإسبانية: Reportaje)‏
- 1953: اللحوم المعلقة (بالإسبانية: Carne de horca)‏